# Guillaume Ier de Termonde
Guillaume Ier de Termonde ou Guillaume VI de Dampierre, seigneur de Crèvecœur, de Richebourg et de Termonde (1248 - 1311) est le second fils de Gui de Dampierre, comte de Flandre et de Mahaut de Béthune.

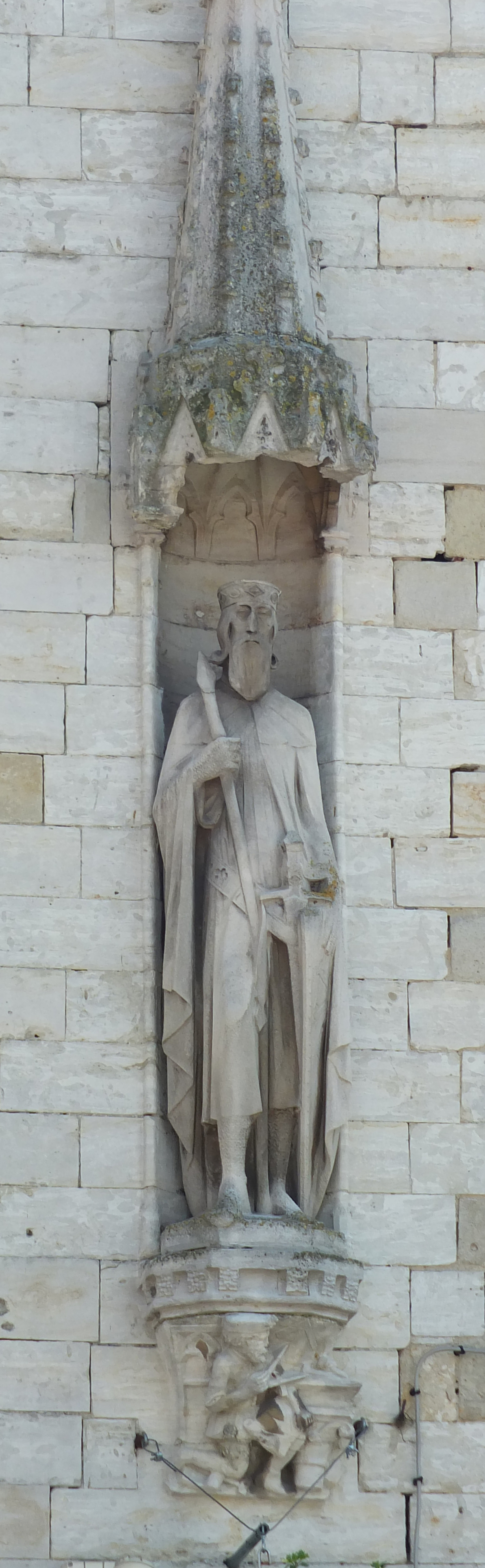
Statue en niche de Guillaume Ier de Termonde, à Termonde.

En 1270, il accompagne son père à la huitième croisade, et se rend au chevet de Saint-Louis à Tunis.
Deux ans plus tard, il est à la tête d'une délégation chargée par sa grand-mère, Marguerite de Constantinople et par son père, Gui de Dampierre pour demander au roi d'Angleterre Édouard Ier d'intervenir auprès du roi de France et lever l'embargo sur le commerce Flamand.
En tant que beau-fils du connétable de France, Guillaume n'a pas une position très enviable dans la guerre qui oppose les Dampierre et le roi de France, Philippe le Bel. Aussi se garde-t-il de prendre position, mais en 1297 les Flamands sont vaincus à la bataille de Furnes. Les possessions des comtes de Flandres sont menacées.
En 1300, Guillaume, son père Gui de Dampierre, et son frère Robert sont retenus en captivité à Compiègne. Cela déclenche la rébellion des Flamands, qui écrasent l'armée Française à la bataille des éperons d'or. Philippe le bel prend sa revanche à la bataille de Mons-en-Pévèle. La Flandre, peu à peu, se trouve sous contrôle royal.
Après quatre ans de captivité, Guillaume, Robert et leur père rentrent en Flandre. Pour honorer sa parole, Gui de Dampierre cède le comté à son fils aîné et se constitue à nouveau prisonnier. Des négociations aboutissent, en juin 1305, au traité d'Athis-sur-Orge. La Flandre sauvegarde son autonomie mais se trouve condamnée à de fortes amendes.
Toujours captif, Gui de Dampierre meurt en 1305. Guillaume meurt à son tour en 1311.

## Mariage et descendance
De son mariage avec Alix de Clermont-Nesle, vicomtesse de Châteaudun, dame de Mondoubleau, St-Calais, Nesle, Ailly-sur-Noye, Houdan (1275-1315), fille de Raoul II, seigneur de Nesle, d'Ailly-sur-Noye et de Houdan, connétable de France, et d'Alix de Dreux-Beu vicomtesse de Châteaudun, naquirent six enfants :
- Guillaume II de Termonde (1290-1320), marié à Marie de Vianden (ou de Vienne, de Vianne, 1290-1344), fille de Philippe de Salm-Vianden, sans postérité ; Marie de Vianden se remarie en 1324 avec Enguerrand de Coucy, vicomte de Meaux et fils d'Enguerrand V ;
- Jeanne (1290-1342), mariée à Gérard van Diest (1275-1333) et Otto de Cuijk (1270-1350) ;
- Marie (1290-1350), vicomtesse de Châteaudun en partie, mariée à Robert VII d'Auvergne et de Boulogne (1280-1326 ; Robert et Marie vendent leur part de Châteaudun aux seigneurs principaux, ci-dessous), d'où la suite des comtes d'Auvergne et de Boulogne à partir de 1361 ;
- Alice (1295-1320) ;
- Jean, baron de Crèvecœur et châtelain de Cambrai, seigneur de Nesle, sire des ou d'Alleux en Pailluel/Puelle (Arleux, Palluel), Saint-Souplet et Rumilly (1295 - 2 mai 1325) marié à Béatrice, fille de Jacques Ier de Châtillon, gouverneur de Flandre : d'où la succession de Châteaudun (par leur fille cadette Marguerite de Dampierre, vicomtesse principale de Châteaudun, épouse de Guillaume Ier de Craon) ; et de Termonde, Mondoubleau, Saint-Calais et Nesle (par leur fille aînée, Marie de Dampierre, dame de Nesle, Mondoubleau, St-Calais et Termonde — ce dernier fief étant rétrocédé en juillet 1355 à Louis de Male comte de Flandre — aussi vicomtesse secondaire de Châteaudun, première femme d'Ingelger Ier d'Amboise) (voir des précisions à ces articles)..., alors que la châtellenie de Cambrai, Crèvecœur, St-Souplet, (les) Alleux et Rumilly sont échangés vers 1337-1340 par sa veuve Béatrix de Châtillon avec le roi Philippe VI contre Chauny-sur-Oise ;
- Guy seigneur de Richebourg, d'Armentières, d'Ailly et de Houdan (1300-1345), marié sans doute d'abord à Marie d'Enghien-Zotteghem († 1318 ; veuve d'Hugues V d'Antoing d'Epinoy ; fille de Gérard II d'Enghien et de Marie vicomtesse de Gand ; mais d'autres sources, notamment le Père Anselme, parle d'Isabelle de Bar, fille de Thiébaut II, comme première femme de Guy de Richebourg), puis en 1321 à Béatrice de Putten (1300-1354) : sa fille Alix (née vers 1322, probablement fille de Béatrix) transmet Richebourg, Armentières, Ailly, Houdan, à son mari Jean Ier de Luxembourg-Ligny < Guy < Jean < Pierre Ier < le connétable Louis et son frère Jacques < les seigneurs puis marquis de Richebourg.